# Starzyna (sielsowiet Ziabki)
Starzyna – dawna kolonia. Tereny, na których leżała, znajdują się obecnie na Białorusi, w obwodzie witebskim, w rejonie głębockim, w sielsowiecie Ziabki.

## Historia
W czasach zaborów wieś prywatna w powiecie dzisieńskim, w guberni wileńskiej Imperium Rosyjskiego.
W latach 1921–1945 wieś a następnie kolonia leżała w Polsce, w województwie wileńskim, w powiecie dziśnieńskim, w gminie Plisa.
Według Powszechnego Spisu Ludności z 1921 roku zamieszkiwało tu 77 osób, 38 było wyznania rzymskokatolickiego a 39 prawosławnego. Jednocześnie 24 mieszkańców zadeklarowało polską a 53 białoruską przynależność narodową. Było tu 11 budynków mieszkalnych. W 1931 w 12 domach zamieszkiwało 88 osób.
Wierni należeli do parafii rzymskokatolickiej w Zadorożu i prawosławnej w Plissie. Miejscowość podlegała pod Sąd Grodzki w Głębokiem i Okręgowy w Wilnie; właściwy urząd pocztowy mieścił się w Plissie.